# رادومير ميلوسافلجيفيتش
رادومير ميلوسافلجيفيتش هو لاعب كرة قدم صربي في مركز الهجوم، ولد في 30 يوليو 1992 في Ćuprija ‏ في صربيا. لعب مع ملادوست لوتشاني.

## وصلات خارجية
- رادومير ميلوسافلجيفيتش على موقع الاتحاد الأوربي (الإنجليزية)
- رادومير ميلوسافلجيفيتش على موقع رابطة كرة القدم اليابانية للمحترفين (اليابانية)
- رادومير ميلوسافلجيفيتش على موقع إي إس بي إن إف سي (الإنجليزية)
- رادومير ميلوسافلجيفيتش على موقع قاعدة بيانات كرة القدم.إي يو (الإنجليزية)
- رادومير ميلوسافلجيفيتش على موقع بيانات كرة القدم. دي إي (الألمانية)
- رادومير ميلوسافلجيفيتش على موقع Soccerbase.com (لاعب) (الإنجليزية)
- رادومير ميلوسافلجيفيتش على موقع Soccerway.com (الإنجليزية)
- رادومير ميلوسافلجيفيتش على موقع عالم كرة القدم.نت (الإنجليزية)